# Kikkia
Kikkia (Kikkia, Kikia) – najprawdopodobniej jeden z najwcześniejszych władców miasta-państwa Aszur, panujący być może na przełomie XXI i XX wieku p.n.e.

## Imię
W zachowanych kopiach Asyryjskiej listy królów jego imię brzmi Kikkia, zapisywane [Ki-i]k-ki-a w kopii B (tzw. Khorsabad List) i [K]i-ik-ki-a w kopii C (tzw. SDAS List), natomiast w inskrypcjach asyryjskich królów Aszur-rem-niszeszu (1408–1401 p.n.e.) i Salmanasara III (858–824 p.n.e.) brzmi ono Kikia (zapisywane Ki-ki-a).

„Sulili, syn Aminu, Kikkia, Akia, Puzur-Aszur, Szalim-ahum, Ilu-szuma - razem sześciu królów [których imiona zostały zapisane na] cegłach, (ale) których limmu nie zostali spisani/znalezieni”

## Asyryjska lista królów
Kikkia wzmiankowany jest w Asyryjskiej liście królów, która wymienia go jako 28 władcę Asyrii. Występuje on tam jako drugi z tzw. „sześciu królów [których imiona zostały zapisane na] cegłach, (ale) których limmu nie zostali spisani/znalezieni”. Jako jego poprzednik wymieniany jest Sulili, a jako jego następca Akia, ale nie wiadomo czy chodzi tu o członków tej samej rodziny lub dynastii.

## Inne wzmianki
Poza Asyryjską listą królów Kikkia wspominany jest jeszcze jedynie w inskrypcjach Aszur-rem-niszeszu (1408–1401 p.n.e.) i Salmanasara III (858–824 p.n.e.), dwóch późniejszych władców asyryjskich, gdzie wymieniany jest on jako pierwszy znany budowniczy murów obronnych miasta Aszur. Wzmianka obu królów o Kikkii sugeruje, iż w trakcie własnych prac budowlanych przy murach obronnych Aszur znaleźć oni musieli jakąś jego inskrypcję budowlaną, być może cegłę inskrybowaną jego imieniem.

## Panowanie
Panowanie Kikkii i pozostałych pięciu władców wspomnianych w ustępie Asyryjskiej listy królów uczeni próbują umieszczać w pięćdziesięcioletnim okresie pomiędzy ok. 2025 a ok. 1974 r. p.n.e. Ok. 2025 r. p.n.e., w kilka lat po objęciu tronu przez Ibbi-Suena, imperium III dynastii z Ur zaczęło się rozpadać i utraciło kontrolę nad swoimi obszarami peryferyjnymi, w tym nad miastem Aszur, tak więc Kikkia, jako niezależny władca miasta-państwa Aszur, panować mógł dopiero po tej dacie. Z drugiej strony panować on musiał przed ok. 1974 r. p.n.e., gdyż dopiero wówczas, wraz z wstąpieniem na tron Eriszuma I, wprowadzono w Aszur instytucję corocznie wybieranego urzędnika limmu (eponima), podczas gdy Asyryjska lista królów zalicza Kikkię do grupy wcześniejszych władców, za których rządów urzędnicy limmu nie byli jeszcze znani. Za tym, iż Kikkia panować mógł wkrótce po uniezależnieniu się Aszur, wskazywać może informacja późniejszych władców o ufortyfikowaniu przez niego tego miasta, co byłoby oczekiwanym działaniem władcy, którego miasto dopiero co uzyskało niepodległość.